# Leptocereus sylvestris
Leptocereus sylvestris ist eine Pflanzenart in der Gattung Leptocereus aus der Familie der Kakteengewächse (Cactaceae). Das Artepitheton sylvestris stammt aus dem Lateinischen, bedeutet ‚in Wäldern wachsend‘ und verweist auf das bevorzugte Habitat der Art.

## Beschreibung
Leptocereus sylvestris wächst baumförmig und erreicht Wuchshöhen von bis zu 5 Meter. Die obersten Triebsegmente erreichen Durchmesser von bis zu 3 Zentimeter. Es sind fünf bis sieben stark gekerbte Rippen vorhanden. Die ausdauernden hellbraunen Dornen sind bis zu 7 Zentimeter lang.
Die röhrenförmigen weißen Blüten sind bis zu 7 Zentimeter lang. Ihr Perikarpell und die Blütenröhre sind auffällig gehöckert und mit einigen Areolen besetzt die Dornen tragen. Die kugelförmigen Früchte sind mit wenigen Areolen mit kurzen Dornen besetzt.

## Verbreitung, Systematik und Gefährdung
Leptocereus sylvestris ist im Osten Kubas verbreitet.
Die Erstbeschreibung erfolgte 1920 durch Nathaniel Lord Britton und Joseph Nelson Rose.
In der Roten Liste gefährdeter Arten der IUCN wird die Art als „Near Threatened (NT)“, d. h. als gering gefährdet geführt.

## Nachweise